# Kevin Bahl
Kevin Bahl, född 27 juni 2000, är en kanadensisk professionell ishockeyback som är kontrakterad till New Jersey Devils i National Hockey League (NHL) och spelar för Binghamton Devils i American Hockey League (AHL). Han har tidigare spelat för Ottawa 67's i Ontario Hockey League (OHL).
Bahl draftades av Arizona Coyotes i andra rundan i 2018 års draft som 55:e spelare totalt.

## Statistik
| 2015–2016  | Toronto Marlboros | GTHL       | 58  | 9  | 27 | 36 | 33  | —  | — | —  | —  | —  |
| 2016–2017  | Ottawa 67's       | OHL        | 57  | 1  | 3  | 4  | 53  | 6  | 0 | 0  | 0  | 0  |
| 2017–2018  | Ottawa 67's       | OHL        | 58  | 1  | 17 | 18 | 76  | 5  | 0 | 0  | 0  | 4  |
| 2018–2019  | Ottawa 67's       | OHL        | 68  | 6  | 28 | 34 | 87  | 15 | 1 | 10 | 11 | 8  |
| 2019–2020  | Ottawa 67's       | OHL        | 54  | 6  | 25 | 31 | 83  | —  | — | —  | —  | —  |
| 2020–2021  | New Jersey Devils | NHL        | 1   | 0  | 0  | 0  | 0   | —  | — | —  | —  | —  |
|            | Binghamton Devils | AHL        | 26  | 1  | 4  | 5  | 12  | —  | — | —  | —  | —  |
| NHL totalt | NHL totalt        | NHL totalt | 1   | 0  | 0  | 0  | 0   | —  | — | —  | —  | —  |
| OHL totalt | OHL totalt        | OHL totalt | 237 | 14 | 73 | 87 | 299 | 26 | 1 | 10 | 11 | 12 |

### Internationellt
| Källa: Uppdaterad: 2021-04-30 | Källa: Uppdaterad: 2021-04-30 | Källa: Uppdaterad: 2021-04-30 |         | Utv = Utvisningsminuter | Utv = Utvisningsminuter | Utv = Utvisningsminuter | Utv = Utvisningsminuter | Utv = Utvisningsminuter |
| År                            | Lag                           | Mästerskap                    | Matcher | Mål                     | Assists                 | Poäng                   | Utv                     |                         |
| ----------------------------- | ----------------------------- | ----------------------------- | ------- | ----------------------- | ----------------------- | ----------------------- | ----------------------- | ----------------------- |
| 2017                          | Kanada                        | Ivan Hlinka                   | 5       | 1                       | 1                       | 2                       | 6                       |                         |
| 2018                          | Kanada                        | U18-VM                        | 5       | 1                       | 2                       | 3                       | 2                       |                         |
| 2020                          | Kanada                        | JVM                           | 7       | 0                       | 1                       | 1                       | 6                       |                         |
| Junior totalt                 | Junior totalt                 | Junior totalt                 | 17      | 2                       | 4                       | 6                       | 14                      |                         |